# Domrémy-la-Pucelle
Domrémy-la-Pucelle este o comună franceză situată în departamentul Vosges, în regiunea Grand Est.
Domremy-la-Pucelle este cunoscut pentru faptul că este locul de naștere al Ioanei d'Arc. În acea perioadă, comuna era atașată de satul vecin Greux, situat la 1 km, la nord.

## Geografie

### Localizare
Teritoriul comunei este limitrof cu cinci comune, dintre care una, Les Roises, este situată în departamentul vecin Meuse.

### Comune limitrofe
| Les Roises (Meuse) | Greux   |                 |
| Seraumont          |         | Maxey-sur-Meuse |
|                    | Coussey |                 |

### Hidrografie
Comuna este situată în bazinul hidrografic al râului Meuse, în cadrul bazinului Rhin-Meuse. Este drenată de râul Meuse și de pârâul Roises.
Fluviul Meuse își are izvorul în Franța, în comuna Le Châtelet-sur-Meuse, la o altitudine de 409 metri, și se varsă în Marea Nordului după un parcurs de aproximativ 950 de kilometri, traversând Franța pe o distanță de 486 de kilometri, Belgia și Țările de Jos.

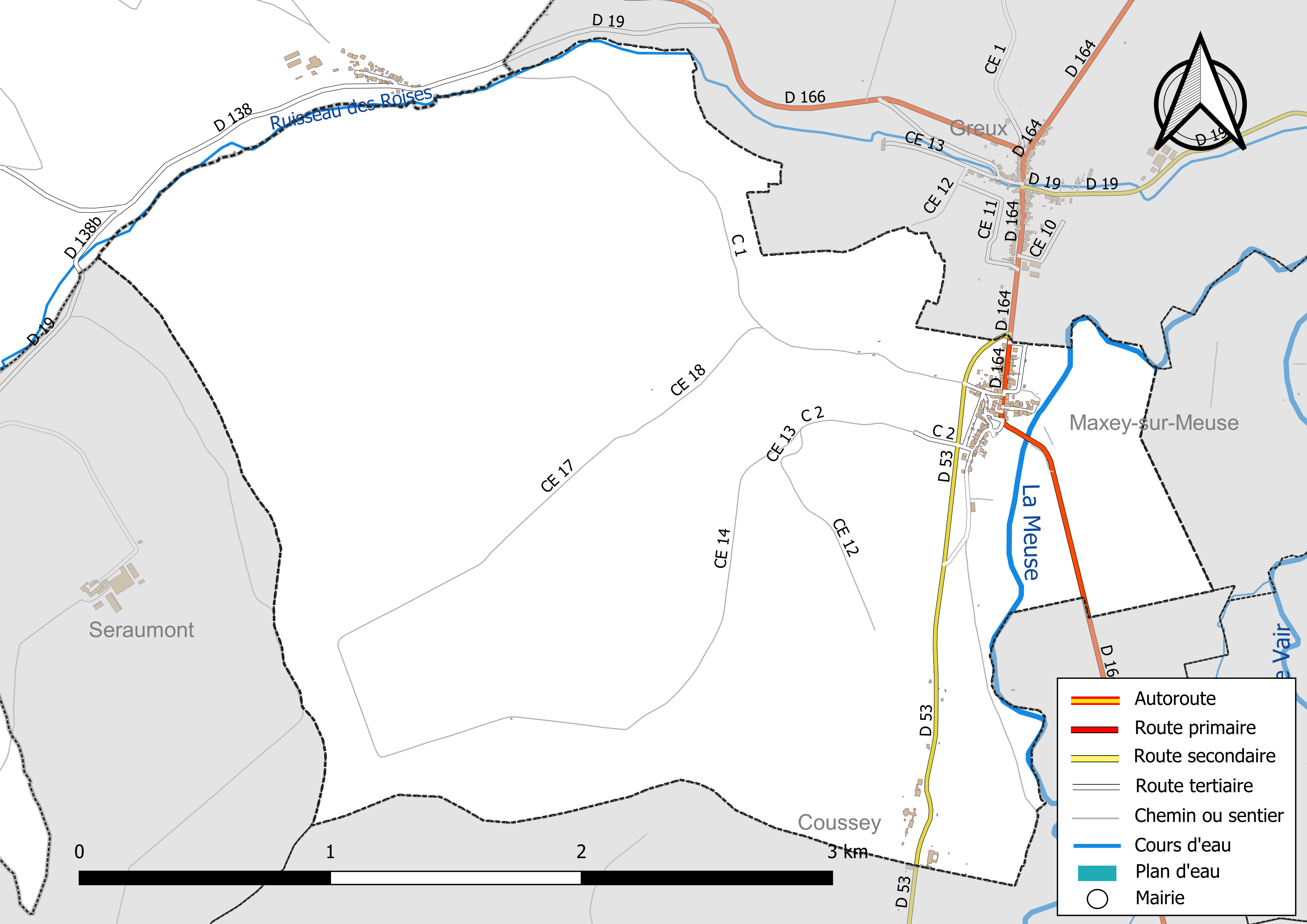
Rețelele hidrografice și rutiere Domrémy-la-Pucelle.

Calitatea apei și a cursurilor de apă poate fi consultată pe un site dedicat, gestionat de agențiile de apă și de Agenția Franceză pentru Biodiversitate.

### Clima
În 2010, clima comunei era de tip montan, conform unui studiu al Centrului Național de Cercetare Științifică (CNRS) pe baza unui set de date care acoperă perioada 1971-2000 bazat pe o serie de date din perioada 1971-2000. În 2020, Météo-France a publicat o tipologie a climatului pentru Franța metropolitană, în care comuna este caracterizată de un climat oceanic alterat și se află în regiunea climatică Lorena, platoul Langres și Morvan. Această zonă se distinge prin ierni aspre (1,5 °C), vânturi moderate și ceață frecventă în toamnă și iarnă.
Pentru perioada 1971-2000, temperatura medie anuală este de 9,7 °C, cu o amplitudine termică anuală de 16,7 °C. Cumulul anual mediu de precipitații este de 931 mm, cu 13,1 zile de precipitații în ianuarie și 9,6 zile în iulie. Pentru perioada 1991-2020, temperatura medie anuală observată la stația meteorologică Météo-France cea mai apropiată, „Rollainville”, situată în comuna Rollainville la 10 km în linie dreaptă, este de 10,3 °C și cumulul anual mediu de precipitații este de 860,3 mm. Temperatura maximă înregistrată la această stație este de 39,6 °C, atinsă pe 25 iulie 2019; temperatura minimă este de −18,2 °C, atinsă pe 20 decembrie 2009.
Parametrii climatici ai comunei au fost estimați pentru mijlocul secolului (2041-2070) conform diferitelor scenarii de emisie de gaze cu efect de seră, bazate pe noile proiecții climatice de referință DRIAS-2020. Aceștia pot fi consultați pe un site dedicat publicat de Météo-France în noiembrie 2022.

## Urbanism

### Tipologie
La 1 ianuarie 2024, Domrémy-la-Pucelle este clasificată drept comună rurală cu habitat dispersat, conform noii grile comunale de densitate cu șapte niveluri, definită de INSEE (Institutul Național de Statistică și Studii Economice) în 2022. Ea este situată în afara unei unități urbane. De asemenea, comuna face parte din zona metropolitană a orașului Neufchâteau, fiind o comună din periferie. Această zonă, care cuprinde 72 de comune, este clasificată în categoriile de zone cu mai puțin de 50.000 de locuitori.

### Utilizarea terenului
Ocuparea terenurilor din comună, conform bazei de date europene de ocupare biogeofizică a solurilor Corine Land Cover (CLC), este marcată de importanța pădurilor și a mediilor semi-naturale (70,6 % în 2018), în scădere față de 1990 (71,9 %). Repartizarea detaliată în 2018 este următoarea: păduri (59,7 %), terenuri arabile (12 %), medii cu vegetație de arbuști și/sau erbacee (10,8 %), pajiști (10,2 %), zone agricole heterogene (6 %), zone urbanizate (1,3 %). Evoluția ocupării terenurilor în comună și a infrastructurilor sale poate fi observată pe diferitele reprezentări cartografice ale teritoriului: harta Cassini (secolul XVIII), harta de stat-major (1820-1866) și hărțile sau fotografiile aeriene ale IGN pentru perioada actuală (1950 până în prezent).

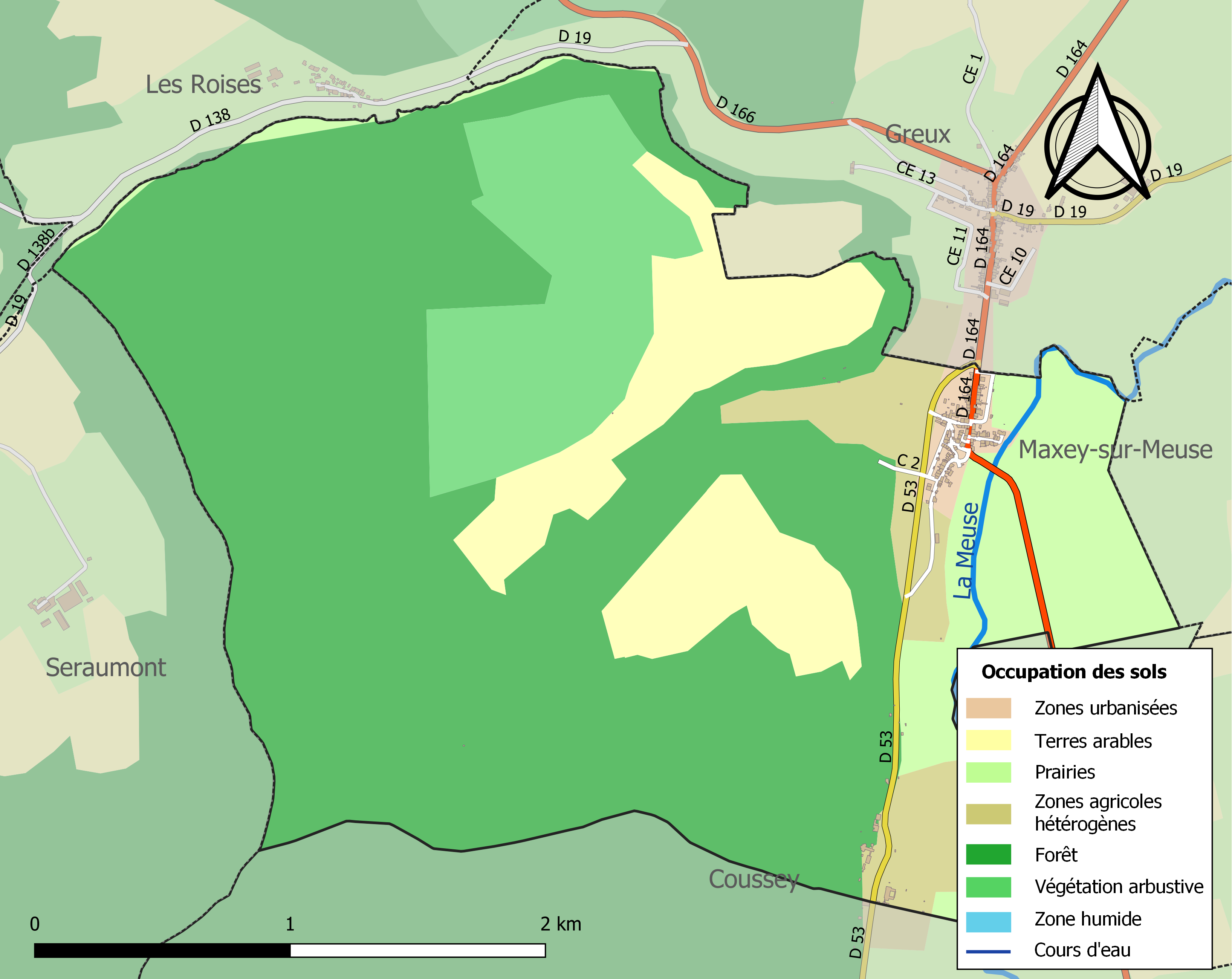
Harta infrastructurii și utilizării terenului a comunei în 2018 (CLC).

## Toponimie

### Mențiuni vechi
Numele satului a fost menționat sub diverse forme de-a lungul timpului: Domnum Remigium (secolul al XI-lea), Donrumei (1215), Domnumremeium (1224), Domremi (1246), De Domno Remigio supra Mosam (1248), Doremei (1259), Domremei (1261), Donremi (1276), Donremey (1320), Donremay (1342), Dompremey (1353), Donremey sur Meuze (1370), Dompremy (1384), Dompremi (1423), Doremi (1445), Donremeiez (1462), Dampremo (secolul al XV-lea), Dampremé auprès de Vaucouleur (secolul al XVI-lea), Domremey (1530), Dompremy la Pucelle (1578), Domremy la Pucelle (1656), Dompremy la Poucelle (1731).

### Etimologie și pronunție
Dacă a existat un toponim galic anterior, acesta a dispărut, la fel ca alte câteva mii de toponime din Galia, fără a lăsa vreo urmă. Formarea toponimului actual datează din Evul Mediu și este un compus cu Dom-, un element întâlnit frecvent în toponimia medievală și care înseamnă „sfânt”, în sensul de dedicație a parohiei, urmat de numele sfântului Remy, căruia îi este dedicată de altfel parohia, de unde forma latinizată Remigius, care este exact numele lui Remi (Remy sau Rémy) în latină. Termenul masculin dom, derivat din latinul dom[i]nus, a dispărut din uzul comun, în timp ce forma sa feminină Dame s-a păstrat în franceza modernă. Litera a din dame, un termen derivat din latinul dom[i]na, este legată de fenomenul de haplologie. De asemenea, în toponimie găsim forma alterată Dam-, cum ar fi, de exemplu, în Dammartin.
Formele precum Domremy, Dommartin și alte variante arată cum prefixul „Dom-” legat de un nume de sfânt este folosit pe scară largă în toponimele medievale. Acești nume reflectă adesea importanța sfinților în denumirea locurilor din această perioadă. Variantele precum Domremy-Landéville, Domremy-aux-Bois și Domremy-la-Canne, precum și formele precum Dompremy, ilustrează bine această practică. Acest lucru arată, de asemenea, cum denumirea locurilor putea evolua de-a lungul secolelor, păstrând în același timp o legătură cu numele sfântului.
Pronunția specifică din Reims, constantă de secole, este „Remi” (și nu „Rémi”). Remy (rar Remi) este de asemenea un nume de botez și un patronim foarte frecvent atestat de mai bine de un mileniu. Istoricul Jacques Berlioz scrie: „Este inexact să scrii « Domrémy » (cu accent aigu). « e »-ul inițial din Remigius fiind liber — adică urmat de o singură consoană — s-a slăbit în « e » surd în franceză. Trebuie de asemenea să scriem Remi și nu Rémi. ”De fapt, acest „e” intervocalic devenise mut în franceză, de unde pronunția veche „r'nard” pentru „renard”, „s'cret” pentru „secret”, „p'tit” pentru „petit”. Articularea lui „e” [ø] este o reacție modernă; înainte trebuia să spui „r'mi”. De aceea, trebuie să scrii Remy ca în „renard” sau „secret”, fără accent aigu. Alain Litaize de la Universitatea din Nancy consideră că „regula care prevalează este să păstrăm pronunția locală”. În această privință, locuitorii din Domremy, începând cu primarul lor, Daniel Coince, și fostul rector al basilicii, Jean Mengin, pronunță „dom-re-mi”.

## Istorie

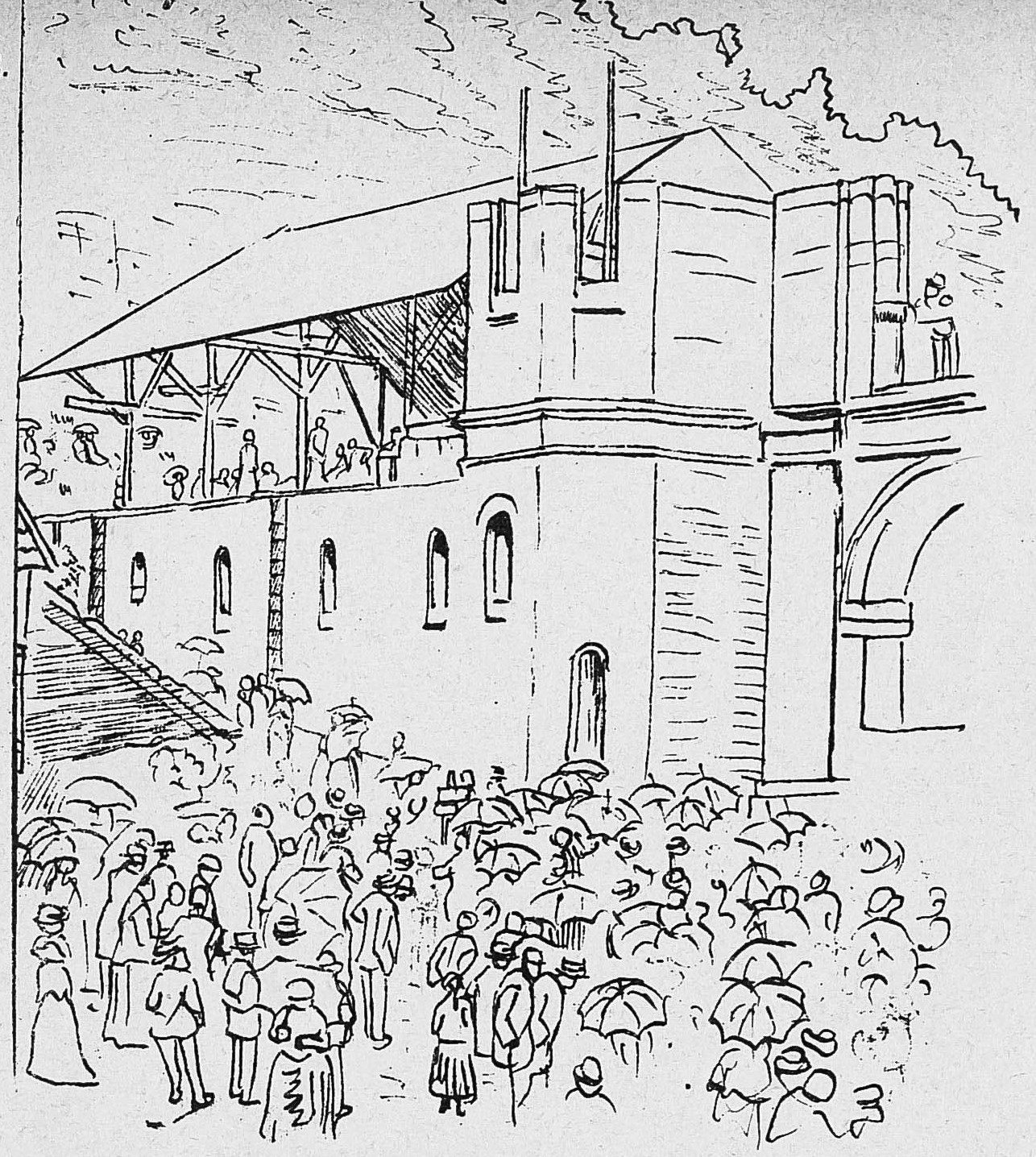
À Domrémy, desen din 1894, La Lorraine artiste. Biblioteca municipală Nancy.

Locul era locuit în perioada celților, așa cum arată anumite ziduri și tumuli antici.
În secolul al XV-lea, pe timpul vieții Ioanei d'Arc, parohia era împărțită în două părți: una depindea de Comitatul de Champagne francez, iar cealaltă de Ducatul de Bar. Tânăra Ioana d'Arc îi plăcea să meargă la capela de Bermont, lângă Greux, pentru a se ruga, așa cum o făcea și la biserica din Domrémy, unde primise botezul. Vocile ei, care o ghidau în misiunea sa și o însoțeau în acțiunile sale, erau ale sfintei Ecaterina de Alexandria, Marina din Antiohia și sfântul Arhanghel Mihail; pentru ea, aceste figuri erau familiare, chiar protectoare, ceea ce a contribuit la deschiderea minții tinerei adolescente către vocația extraordinară care i-a fost destinată.
Domrémy și Greux, care conform Ioanei d'Arc erau considerate un singur loc, au fost scutite de impozite de către Carol al VII-lea în 1429, după încoronarea sa, Ioana d'Arc a fost înnobilată. În 1571, satul Domrémy a fost oficial anexat la Lorena și a pierdut privilegiul asociat (ducatul Lorena făcea parte din Sfântul Imperiu Roman). Totuși, cel mai vechi document care atestă pierderea privilegiului datează din 1574. Greux, fiind situat pe teritoriul Regatului Franței, a continuat să beneficieze de acest privilegiu până în 1776. Domrémy a fost anexat la Regatul Franței aproape două secole mai târziu, sub Ludovic al XV-lea. Parohia Domrémy a devenit în 1578 Domrémy-la-Pucelle. A fost transformată în comună în timpul Revoluției Franceze.

## Populația și societatea

### Date demografice
Evoluția numărului de locuitori este cunoscută prin recensămintele populației efectuate în comuna respectivă începând din 1793. Pentru comunele cu mai puțin de 10 000 de locuitori, un recensământ al întregii populații este realizat la fiecare cinci ani, populațiile legale pentru anii intermediari fiind estimate prin interpolare sau extrapolare. Pentru comuna respectivă, primul recensământ exhaustiv în cadrul noului dispozitiv a fost realizat în 2008.
În 2021, comuna număra 85 locuitori, în scădere cu 32 % față de 2015 (Vosges: −31,91 %, Franța fără Mayotte: +1,84%).
| An        | 1793 | 1821 | 1841 | 1856 | 1876 | 1886 | 1901 | 1921 | 1936 | 1962 | 1982 | 2006 | 2013 | 2021 |
| --------- | ---- | ---- | ---- | ---- | ---- | ---- | ---- | ---- | ---- | ---- | ---- | ---- | ---- | ---- |
| Populație | 261  | 304  | 319  | 307  | 276  | 288  | 308  | 278  | 283  | 210  | 199  | 156  | 126  | 85   |

## Cultura și patrimoniul local

### Locuri si monumente
- Casa natală a lui Ioanei d'Arc, clasată monument istoric încă de pe prima listă din 1840[34].
- Biserica Saint-Rémy a fost clasată ca monument istoric printr-un decret din 11 mai 1946[35]. Această biserică a fost „întoarsă” în 1824, adică intrarea actuală se află la locul fostului altar, iar altarul actual este la locul fostei intrări. Pe un pilon al bisericii se poate vedea martiriul sfântului Sebastian.
- Basilica Bois-Chenu sau basilica Sainte-Jeanne d'Arc (după numele locului unde Ioana d'Arc a auzit vocile)a fost mai întâi înscrisă în 2006 și apoi clasată ca monument istoric printr-un decret din 28 mai 2013[36] . Orga sa, construită de Jacquot-Lavergne în 1944, este de asemenea notabilă[37][38].
- Centre Johannique, muzeu. Bazat pe cele mai recente descoperiri ale cercetării, documentat cu numeroase extrase din texte ale istoricienilor renumiți și bogat ilustrat cu reproduceri de lucrări de artă medievală sau mai recente, Centrul de Interpretare încearcă să plaseze personajul Ioana d'Arc și epopeea sa în contextul său istoric și, fără a dezvălui complet misterul, să o explice prin studiul mentalităților și al imaginarului medieval. Aici se poate descoperi un videoclip scurt care rezumă viața acestei mari figuri a istoriei Franței (15 minute), unul mai lung – o viziune sensibilă asupra țării Ioanei și a istoriei sale – (o oră), precum și un teatru cu sunet și lumină, Chambre des Rois, care prezintă Războiul de 100 de Ani și actorii săi principali (10 sau 20 de minute).
- Carmelul din Domrémy a fost construit de arhitectul Louis Sainte-Marie-Perrin. Maurice Barrès, în cartea sa Les Amitiés françaises[39], menționează acest edificiu pe care nu îl apreciază și publică două scrisori ale arhitectului.
- Castelul medieval de pe insula situată pe Meuse[40].

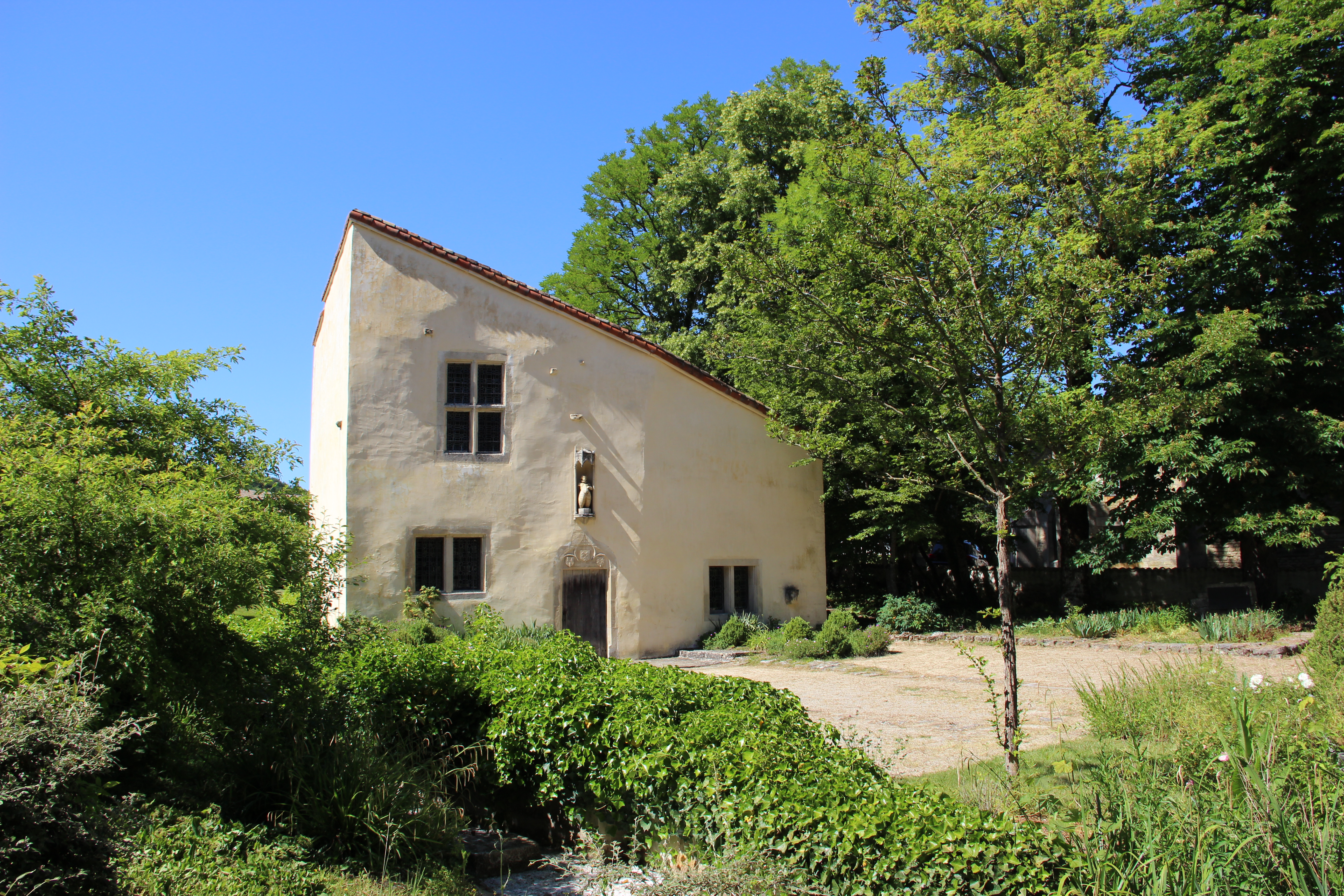
Casa unde s-a născut Ioanei d'Arc.
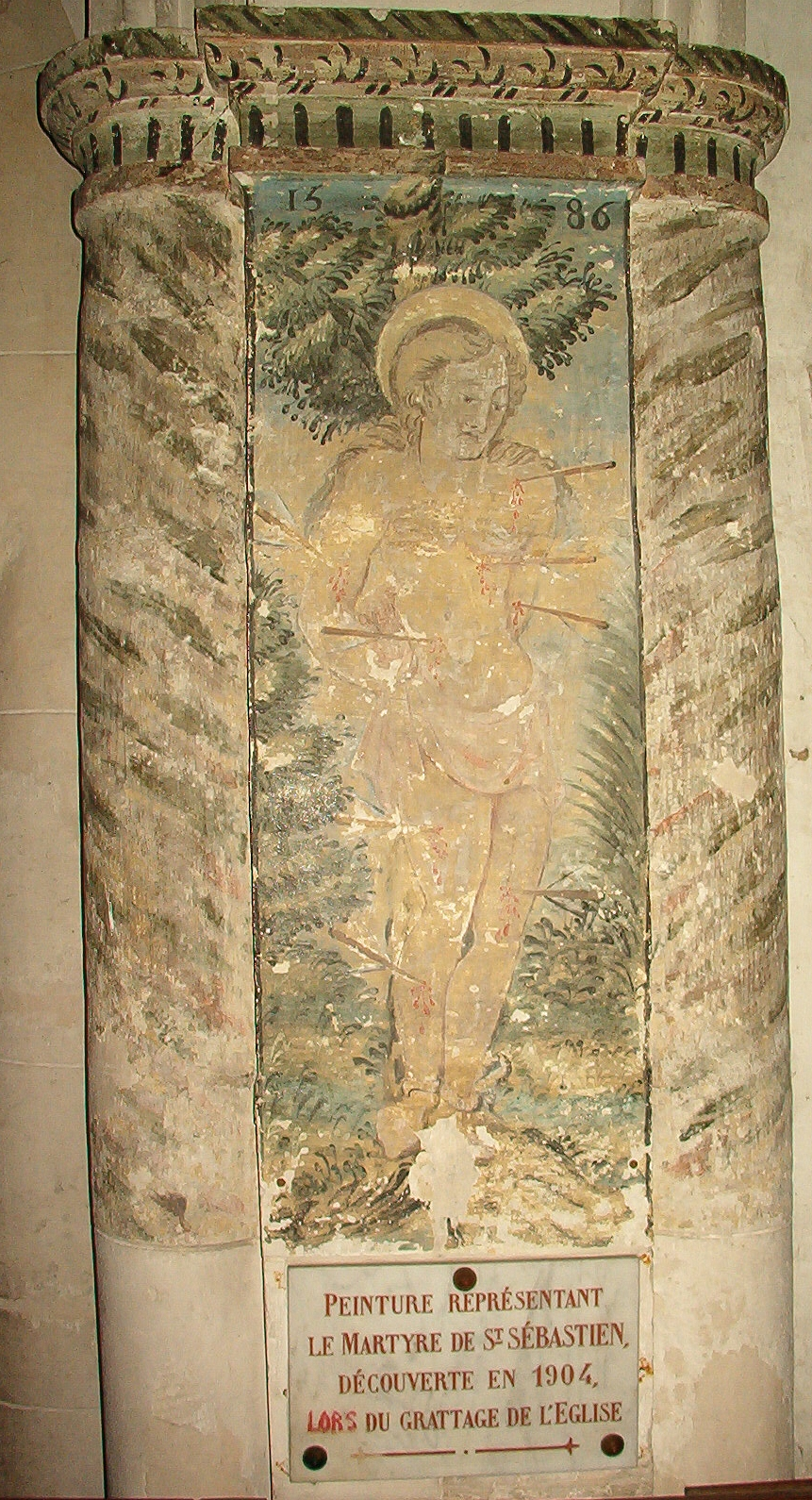
Martiriul Sfântului Sebastian vizibil în biserica din Domrémy-la-Pucelle.
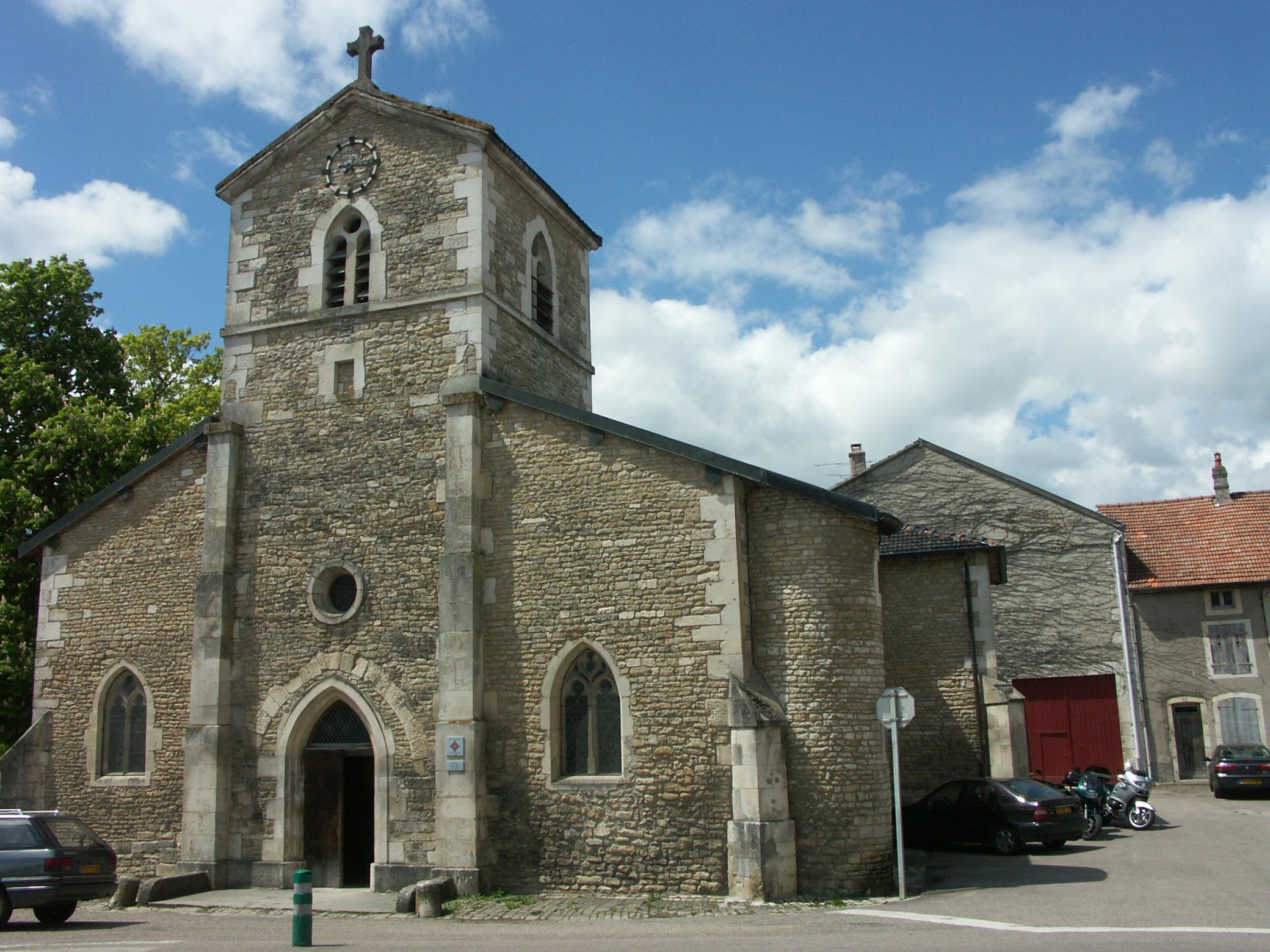
Biserica Saint-Rémy.
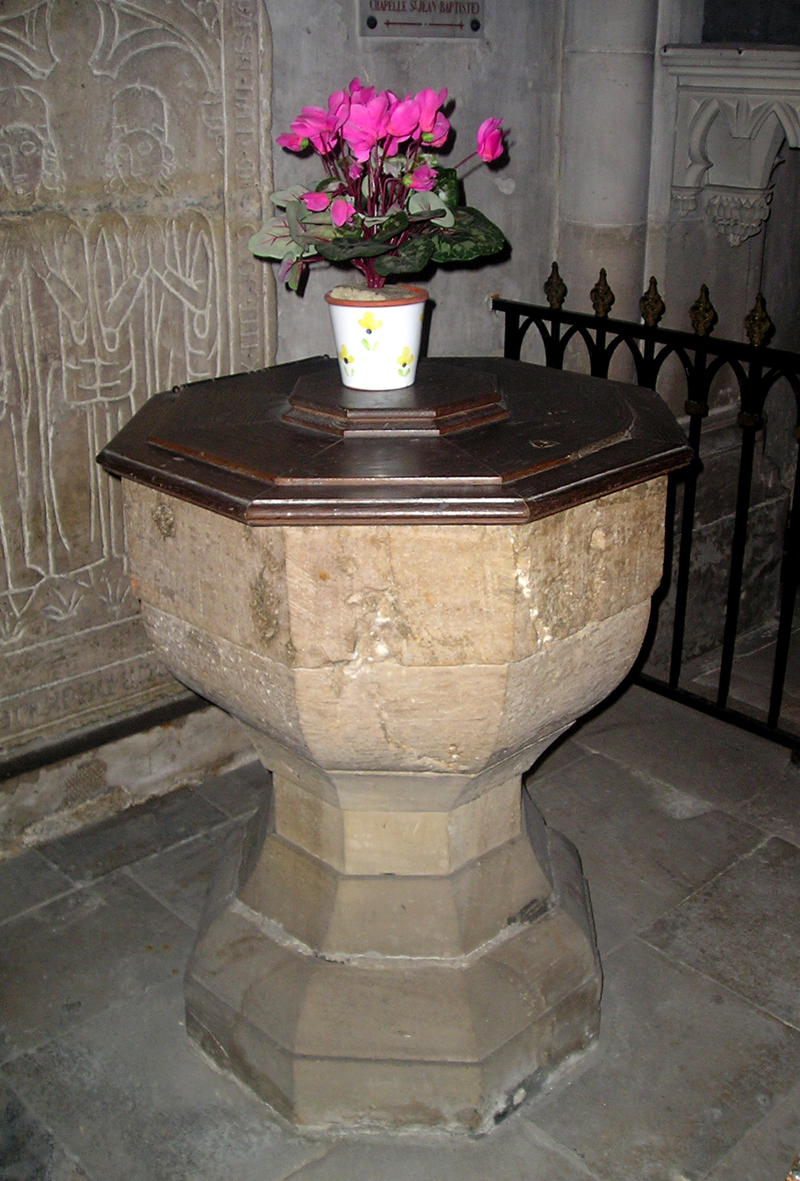
Cristelnicul bisericii, unde Ioana d'Arc a primit botezul.
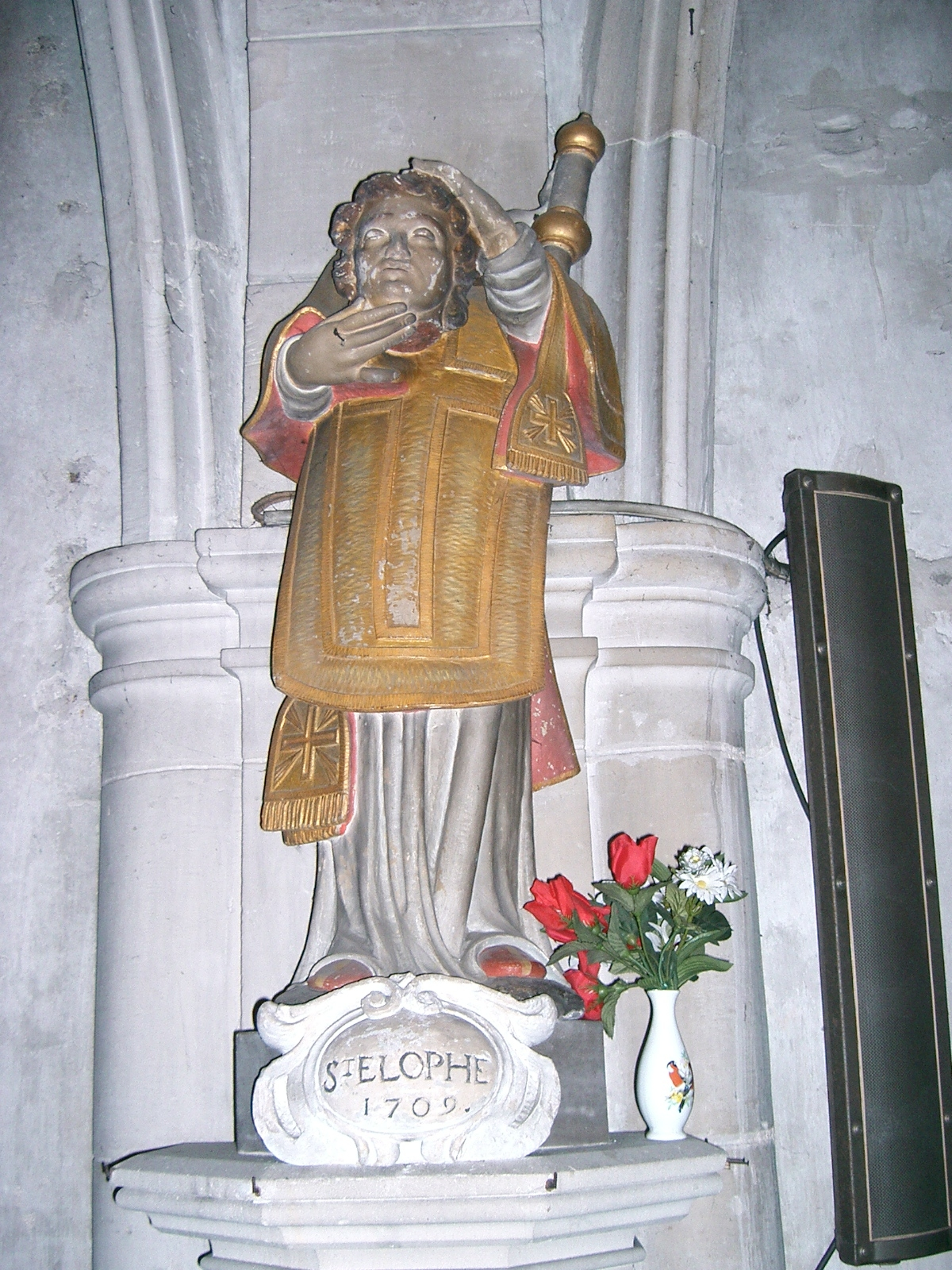
Biserica Domrémy, statuia Sfântului Elof[41] purtând capul tăiat.
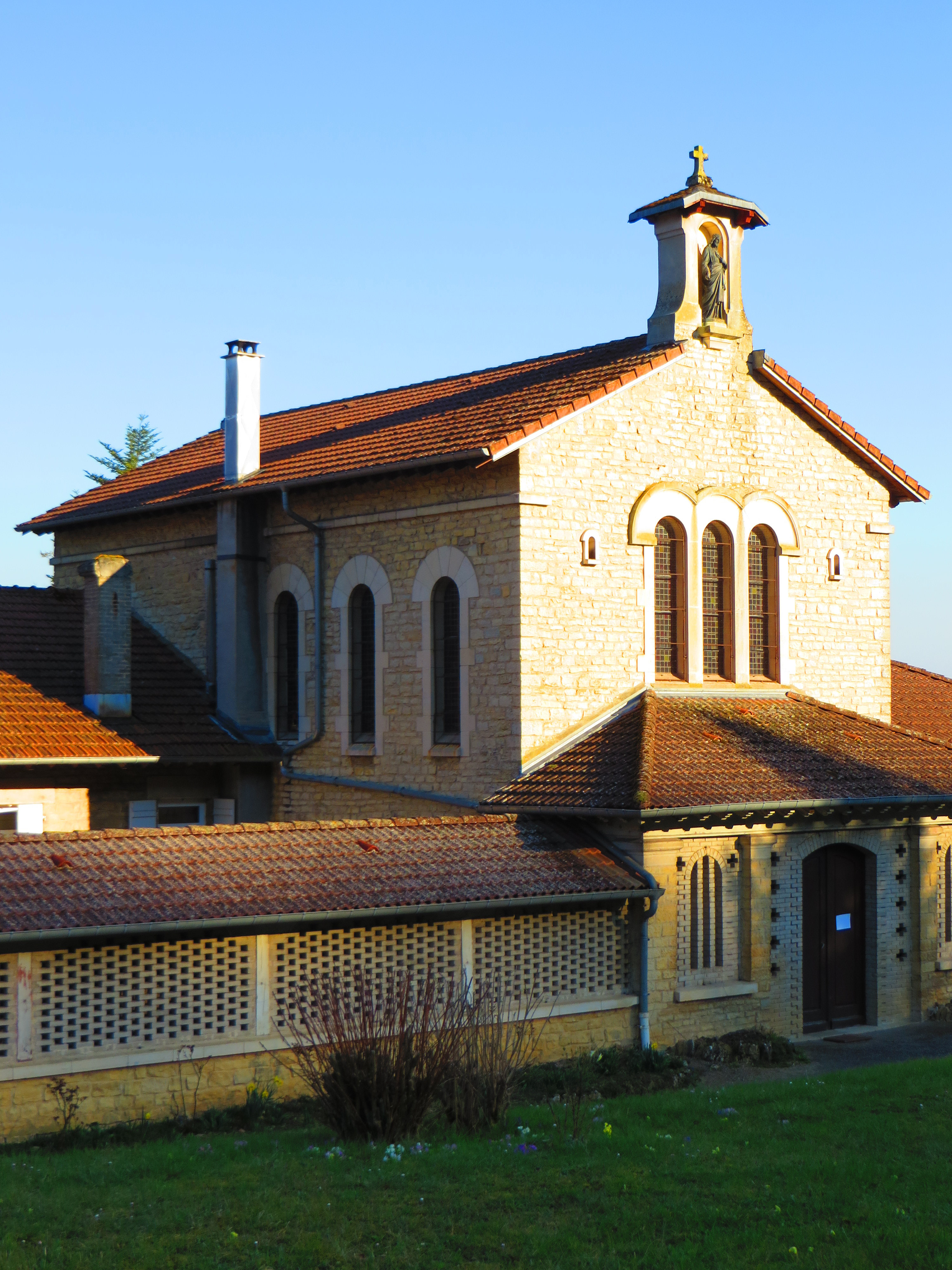
Capela Carmel (Bois-Chenu).

### Personalități marcante
- Ioana d'Arc (născută la Domrémy în jurul anului 1412, arsă pe rug la Rouen în 1431), în cinstea căreia Domrémy a fost redenumit Domrémy-la-Pucelle.

## Bibliografie

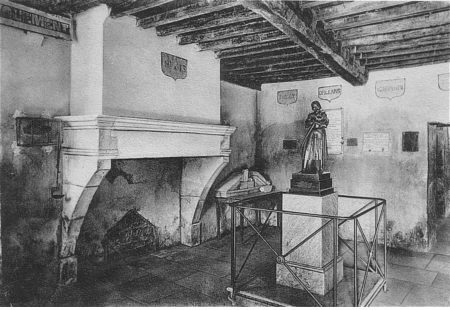
Interiorul casa unde s-a născut Ioana d'Arc.